# Universidad Nacional Daniel Alcides Carrión

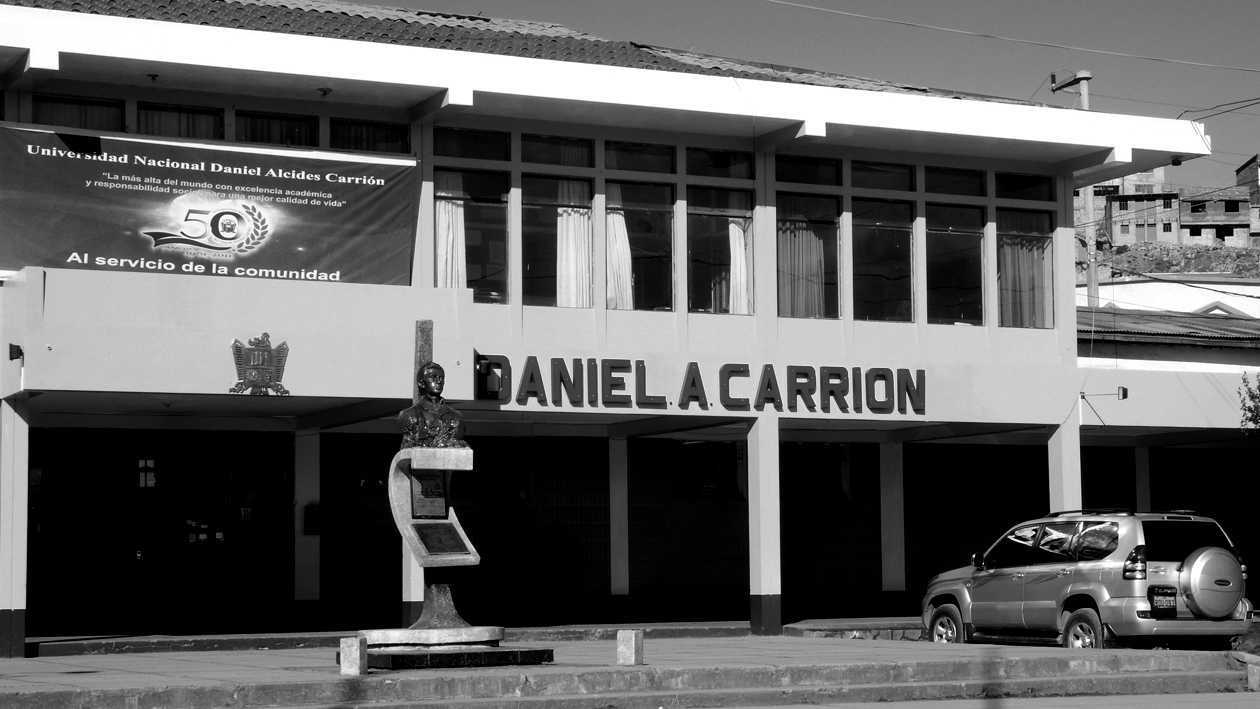
Verwaltungsgebäude in San Juan, Pasco

Die Universidad Nacional Daniel Alcides Carrión ist die staatliche Universität des Departments Pasco. Der Campus liegt auf rund 4.300 Meter Seehöhe auf der Meseta de Bombón. Sie unterhält Niederlassungen in Oxapampa, Yanahuanca, Paucartambo, La Oroya, Tarma und La Merced. In Vicco (Provinz Cerro de Pasco) befindet sich seit 2013 die Fakultät für Humanmedizin.

## Geschichte
Die Universität wurde am 12. April 1965 gegründet und ging aus der Universidad Comunal de Pasco hervor, welche der Universität von Huancayo unterstand.
Sie ist benannt nach Daniel Alcides Carrión (1858–1885), einem peruanischen Medizinstudenten, der sich zur Erforschung des Oroya-Fieber 1885 selbst mit dem Erreger infiziert hatte und nach 39 Tagen daran verstarb.

## Ausrichtung
Der Schwerpunkt in Wissenschaft und Lehre liegt in den Bereichen Montan- und Materialwissenschaften, Agrarwissenschaften sowie Gesundheitswissenschaften. Dabei steht die interdisziplinäre Höhenforschung (z. B. Höhenlandwirtschaft, Höhenmedizin) im Vordergrund.
Die Universität besteht aus elf Fakultäten, in denen 27 Bachelorstudiengänge angeboten werden. Darüber hinaus werden 17 Masterstudien und drei Doktoratsprogramme angeboten.
- Fakultät für Zahnmedizin
- Fakultät für Humanmedizin
- Fakultät für Gesundheitswissenschaft
- Fakultät für Bildungswissenschaft
- Fakultät für Agrarwissenschaft
- Fakultät für Bergbauwissenschaften
- Fakultät für Ingenieurwissenschaft
- Fakultät für Betriebswirtschaft
- Fakultät für Volkswirtschaft
- Fakultät für Rechtswissenschaft
- Fakultät für Kommunikationswissenschaft